# Microtus duodecimcostatus
Microtus duodecimcostatus је сисар из реда глодара и породице хрчкова (лат. Cricetidae).

## Распрострањење
Врста је присутна у Андори, Португалу, Француској и Шпанији.

## Станиште
Врста Microtus duodecimcostatus има станиште на копну.

## Начин живота
Врста Microtus duodecimcostatus прави подземне пролазе.

## Угроженост
Ова врста није угрожена, и наведена је као последња брига јер има широко распрострањење.

### Популациони тренд
Популација ове врсте је стабилна, судећи по доступним подацима.